# Girolamo Gaglioffi
Girolamo Gaglioffi (L'Aquila, 1470 circa – Francia, 1505) è stato un nobile e condottiero italiano, conte di Popoli e Montorio e capitano dell'Aquila.

## Biografia
Girolamo Gaglioffi nacque all'Aquila intorno al 1470 da Filippangelo Gaglioffi e Isabella Porcinari.
Ancora giovanissimo, fu costretto all'esilio in seguito al tentativo di secessione dal Regno di Napoli ordito nel 1485 dagli zii Giovanbattista e Vespasiano e smantellato l'anno seguente; Girolamo seguì il principe di Salerno Antonello Sanseverino alla corte di Francia, facendo pressioni sul re Carlo VIII per favorire una spedizione in Italia meridionale. Il 4 febbraio 1495 le truppe francesi fecero il loro ingresso all'Aquila e instaurarono un loro uomo, Claude de Lenoncourt, a governatore della città; il 25 marzo, quest'ultimo nominò Girolamo a nuovo capitano della città.
Il Gaglioffi si impegnò a sistemare le finanze cittadine trattando con la Repubblica di Venezia il pagamento di alcune spese militari e ottenendo da Carlo VIII il diritto di battere moneta, un privilegio condiviso nel Regno con la sola capitale, Napoli. Nel 1496 seguì l'esercito francese in Puglia e, in sua assenza, i diplomatici del Regno trovarono un accordo con le fazioni cittadine per restituire il potere agli Aragonesi.
Costretto nuovamente all'esilio, il Gaglioffi si nascose dapprima nel circondario abruzzese – da dove tentò di riconquistare segretamente la città con l'appoggio del capitano Ludovico Franchi che, tuttavia, si tirò indietro – quindi a Venezia, dove aveva la possibilità di interloquire con l'ambasciatore francese e seguire le trattative franco-spagnole.
Nel 1500 il trattato segreto di Granada decretò la spartizione del Regno tra le due potenze, con l'Abruzzo che finì in mano ai francesi. Il Gaglioffi tentò quindi di rientrare in città ma non vi riuscì fino all'8 agosto 1501, quando Ludovico Franchi fu costretto alla fuga; ottenuto il potere, scatenò una violenta repressione contro le fazioni filo-aragonesi della città, quindi scese a Napoli, dove gli venne riconosciuto il titolo di conte di Popoli e Montorio, abitualmente concesso al signore della città. Forte del suo potere politico, il Gaglioffi portò avanti alcune rivendicazioni territoriali espandendo il territorio del Comitatus al suo massimo storico, annettendo i territori di Amatrice, Castel del Monte, Montorio ed Ofena.
Nel 1503, con il riaccendersi delle ostilità tra le fazioni, spaventato dalla sconfitta delle truppe francesi nella battaglia di Cerignola, il Gaglioffi consentì una nuova repressione che portò all'uccisione di 16 persone il 4 maggio; più che una guerra tra fazioni politiche, fu in realtà un sanguinoso regolamento di conti tra le famiglie dei due quarti più popolosi della città: il quarto di San Pietro, la fazione gaglioffina, a vocazione mercantile e tendenzialmente filofrancese, e il quarto di Santa Maria, denso di ricchi proprietari terrieri e ritenuto filo-aragonese. Con la progressiva ritirata dei francesi, il Gaglioffi tentò di assoldare truppe mercenarie per difendere L'Aquila, chiedendo anche aiuto alla Repubblica di Firenze, finché il 10 luglio si arrese alla riconquista della città da parte di Fabrizio I Colonna e Ludovico Franchi, ripiegando prima a Cittaducale per poi scendere in Terra di Lavoro per combattere con i transalpini la battaglia di Garigliano.
Alla definitiva sconfitta, tornò in Francia, dove morì nel 1505. Non avendo lasciato eredi maschi e stante anche l'uccisione degli altri membri della famiglia durante la congiura dei baroni, la famiglia Gaglioffi si estinse con lui.